# Suzhou Supertower
Der Suzhou Supertower (eigentlich Suzhou International Financial Square, Suzhou Internationales Finanzzentrum) ist mit 450 Metern und 98 Etagen der höchste Wolkenkratzer der Stadt Suzhou (chinesisch 蘇州市 / 苏州市, Pinyin Sūzhōu Shì, W.-G. Su-chou) und der Provinz Jiangsu. Baubeginn war 2012, die Fertigstellung erfolgte im Jahr 2019. In den Etagen des Bauwerks sollen ein Hotel, Wohneinheiten und Büros entstehen.